# Cystolepiota pulverulenta
Cystolepiota pulverulenta är en svampart som först beskrevs av Huijsman, och fick sitt nu gällande namn av Else C. Vellinga 1992. Cystolepiota pulverulenta ingår i släktet Cystolepiota och familjen Agaricaceae.   Inga underarter finns listade i Catalogue of Life.